# Арманьякське графство
Арманьякське графство (фр. Comté d'Armagnac: гаск. Comté d'Armanhac) — історичне графство Гасконського герцогства, заснованого в 601 році в Аквітанії між річками Адур і Гаронна в передгір'ях Піренеїв. У 960 році було встановлено титул «граф Арманьякський», і таким чином було засноване Арманьякське графство. У 1751 році, після смерті бездітного графа Шарля Лотаринзького, територія графства увійшла до складу Домену короля Франції, а правлячий король Людовик XV прийняв титул «графа Арманьякського» (Comte d'Armagnac). У 1791 році, після декрету про поділ Франції на департаменти, графство було скасовано, але воно залишається важливим природно-історичним регіоном Франції.

## Історія
За римського правління територія Арманьяку входила до Civitas Ausciorum, або округу Ош, Аквітанія. За часів Меровінгів вона була частиною Аквітанського герцогства. Ближче до кінця IX століття частина, відома зараз як Фезенсак, стала спадковим графством. У 960 році Арманьяк був відокремлений від Фезенсака як окреме графство за правління Бернара ле Луша, Жеро Транкалеона та Бернарда II, які возз'єднали під своїм контролем всю Гасконь (1040—1052). У 1052 році Гасконь стала частиною Аквітанського герцогства шляхом особистої унії герцога Вільгельма VIII. Близько 1140 року онук Бернарда, Жеро III, ненадовго возз'єднав графство Фезенсак, яке потім було відокремлено як уділ для молодшого сина, який мав ім'я граф де Фезенсаге. Коли Гасконь знову була приєднана до Аквітанії за договором у Мо 1229 року, Арманьякське графство стало наймогутнішим з феодальних володінь Гасконі. Ймовірність династичного спадкоємства неодноразово розділяла Фезансак.
Трьома великими територіальними сеньйорами на півдні були граф Арманьяк, граф Фуа та лорд Альбре. Графи Арманьякські збільшували свою територію шляхом шлюбів та купівлі майна. Жан I (1319—1373) та його наступники приєднали до Арманьяка графства Родез та Карла, а також віконтства Ломань та Овіллар, Комменж і ненадовго Шароле (який Жан III відчужив у 1390 році).
Під час Столітньої війни південна частина Франції, включаючи Арманьяк, була передана Англії за Бретіньйським договором (1360). Едуард Вудсток, Чорний Принц, керував регіоном від імені свого батька, короля Англії Едуарда III. Вудсток утвердив свою владу в 1355 році, спустошивши землі, розташовані між Бордо та Лангедоком. Невдовзі він відчужив від себе дворян, надавши привілеї містам та стягнувши високі податки. До цього часу Арманьяк залишався практично незалежним завдяки зміні союзів, але правління Чорного Принца було настільки суворим, що граф Арманьяк звернувся за допомогою до французького короля в 1369 році. Підкорившись королю Франції Карлу V, дворянські родини, такі як арманьяки, змогли зберегти значну частину своєї колишньої влади та забезпечити собі захист.
У 1410 році дочка графа Бернарда VII Арманьяка (помер 1418 року) вийшла заміж за герцога Карла I Орлеанського. Батька Карла вбили прихильники герцога Бургундського, які обурювалися його впливом на короля. Після шлюбу родина Арманьяків стала асоціюватися з партією короля Карла VI проти Бургундії, і королівська фракція стала називатися арманьяками. До своєї смерті в 1418 році граф Бернар залишався запеклим ворогом Бургундії. Коли Бургундія об'єдналася з Англією на пізніх етапах Столітньої війни, тертя між двома партіями значно зросли. Дві фракції вступили в криваву громадянську війну, яка закінчилася в 1435 році.
Після встановлення миру багато ветеранів, спочатку завербованих графом Бернардом VII, сформували найманські загони, які також стали відомими як арманьяки. Хоча вони перебували на службі у короля Карла VII, арманьяки стали відомими своїми хижацькими грабунками на півночі Франції. У 1444 році їх було відправлено до Швейцарії в експедицію, відому як Арманьякська війна, яка завершилася битвою між швейцарцями та арманьякськими найманцями 26 серпня 1444 року. Хоча швейцарці зазнали жорстокої поразки, їхній рішучий опір переконав арманьяків піти зі Швейцарії. Невдовзі після цього арманьяки були включені до складу регулярної армії Карла VII.
Після смерті Бернарда VII у 1418 році графи Арманьяку поступово втрачали своє впливове становище на півдні Франції. Наприкінці п'ятнадцятого століття граф Жан V виступав проти короля Людовика XI. Він неодноразово плев змови проти короля, був відлучений від церкви папою за свою розпусту і зрештою був убитий королівськими солдатами у 1473 році в облозі Лектура. Після смерті останнього графа у 1497 році Арманьяк був тимчасово об'єднаний з короною. Однак король Франциск I передав округ племіннику останнього графа, і згодом він перейшов через шлюб до родини Генріха Наваррського. Генріх став королем Франції як Генріх IV у 1589 році та приєднав Арманьяк до королівського домену у 1607 році. У 1645 році Людовик XIV дарував титул Анрі де Лотарингії-Аркуру, спадкоємці якого володіли ним до Революції.

## Уряд
У 1473 році, після того, як графство перейшло під контроль Людовика XI, було створено сенешальство Арманьяка. Це дозволило розмістити в графстві сенешаля, який діяв як апеляційний суд та представник корони. Графство було передано під юридичний нагляд парламенту Тулузи. Адміністрування та оподаткування здійснювалися Генералітетом Монтобана та Судом помічників Кагора. До середини XVII століття сенешальство було перенесено до Оша, а Лектур втратив свій статус столиці.
Релігійні війни завдали графству значної шкоди як католиками, так і протестантами. Значні верстви дворянства та буржуазії стали кальвіністами, зокрема у столиці Лектурі. Деякі міста стали повністю протестантськими. Багато протестантів емігрували з країни до та після скасування Нантського едикту та приєдналися до армій європейських монархій проти короля Людовика.
Протягом XVII та XVIII століть Арманьякське графство було адміністративною одиницею Генерал-губернаторства Гієнни та Гасконі (Gouvernement-Général de Guienne et Gascogne). У цей період уряд був розділений на Гієньське герцогство та Гасконське герцогство, частиною якого було останнє.
Після декрету про поділ Франції на департаменти, оголошеного 22 грудня 1789 року, графство Арманьяк було скасовано. Більшість графства увійшло до складу нового департаменту Жер, крайні західні частини стали частиною Ландів, а найпівденніші парафії воз'єдналися з Верхніми Піренеями, які раніше називалися Бігор.

## Географія
Регіон зрошується кількома невеликими річками, що спускаються з плато Ланнемезан; річка Жерс є найбільшою з них. Центр регіону розташований приблизно на 43°40' пн. ш. 0°12' сх. д. (43.7, 0.2).